# Biografie

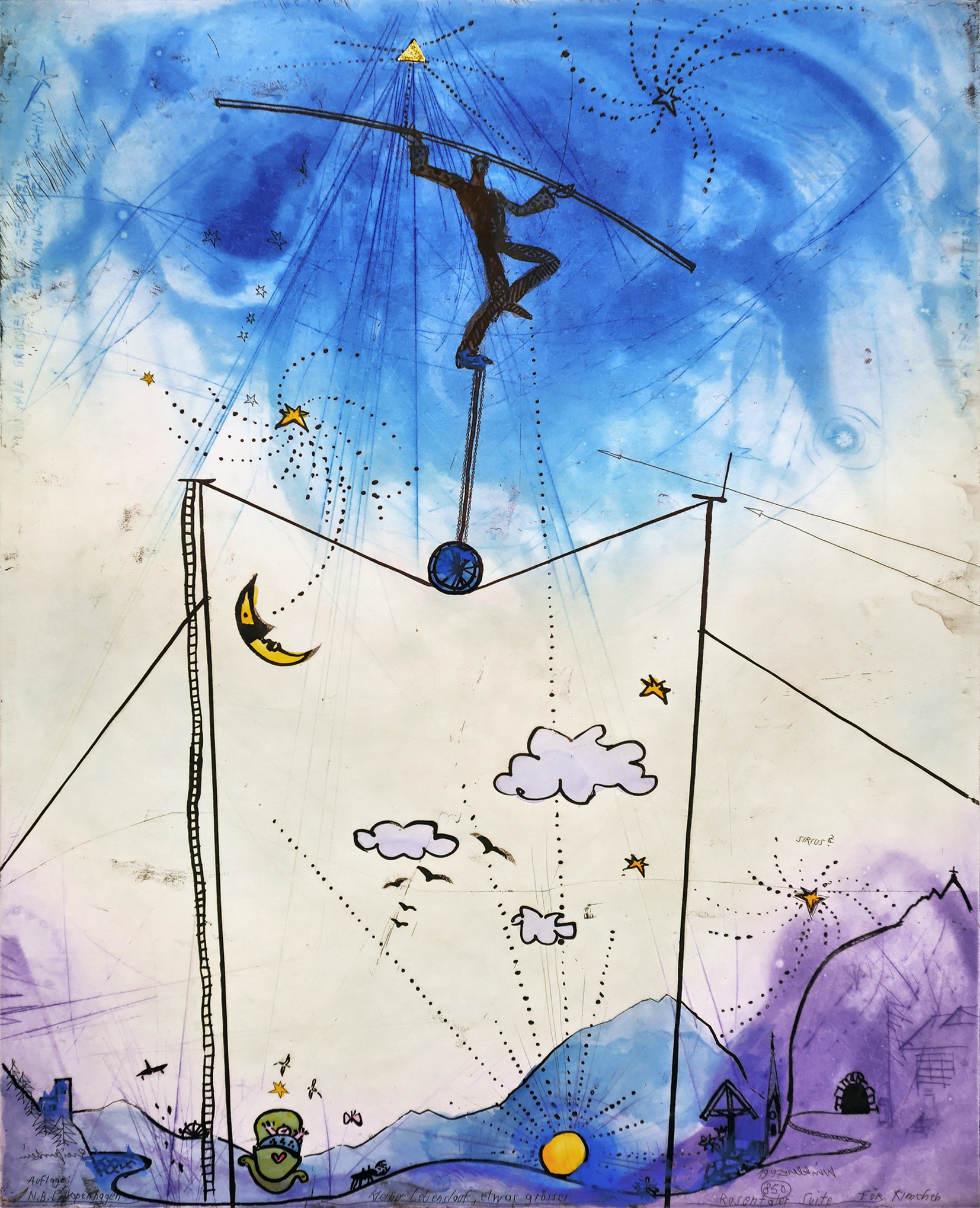
Adi Holzer: Lebenslauf (1997).
Der Künstler setzt den Lauf des Lebens graphisch als einen ausbalancierten Drahtseilakt um.

Eine Biografie (auch Biographie; altgriechisch βιογραφία biographía, Kompositum aus βίος bíos „Leben“ und -graphie, sinngemäß „Aufschreiben des Lebens“) ist die Beschreibung des Lebens einer Person. Biografien können mündlich oder schriftlich die Lebensgeschichte eines Menschen nachzeichnen. Ein Sonderfall ist die vom Betreffenden selbst verfasste Autobiografie, eventuell mit Unterstützung eines Ghostwriters.
Manchmal werden Autobiografien dem Testament beigefügt; es soll vom Leben eine Spur übrig bleiben – die Nachkommen sollen wissen, was war. Um eine Art autobiografischen Kurzberichts handelt es sich beim Rapiarium.
Den Lebenslauf zu beschreiben, beinhaltet auch die Möglichkeit nachträglicher Konstruktion einer bestimmten Sinnhaftigkeit des beschriebenen Lebens. Dies führt zur Frage nach dem subjektiv verstandenen Leben. Jeder Mensch entwirft seine eigene Biografie in unterschiedlichen Lebenssituationen (beim Bewerbungsgespräch, bei der Aufnahme persönlicher Beziehungen oder allgemeiner bei der eigenen Lebensrückschau, z. B. beim Psychologen oder Psychiater). Biografien bilden auch ein wichtiges Instrument der Erinnerung an andere Personen. Sie sind daher Gegenstand der Literatur- und Geschichtswissenschaft, der Soziologie, der Pädagogik, der Psychologie, der Medizin und der Theologie. Die einzelnen Arbeitsfelder und Arbeitsgegenstände der Biografieforschung sind heterogen und haben eigene Forschungstraditionen entwickelt.

## Literaturgattung

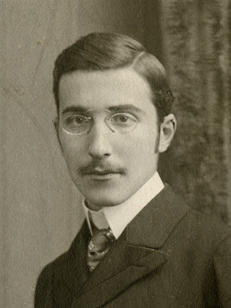
Stefan Zweig, Titel seiner Autographie ist Die Welt von Gestern

#### Plutarch

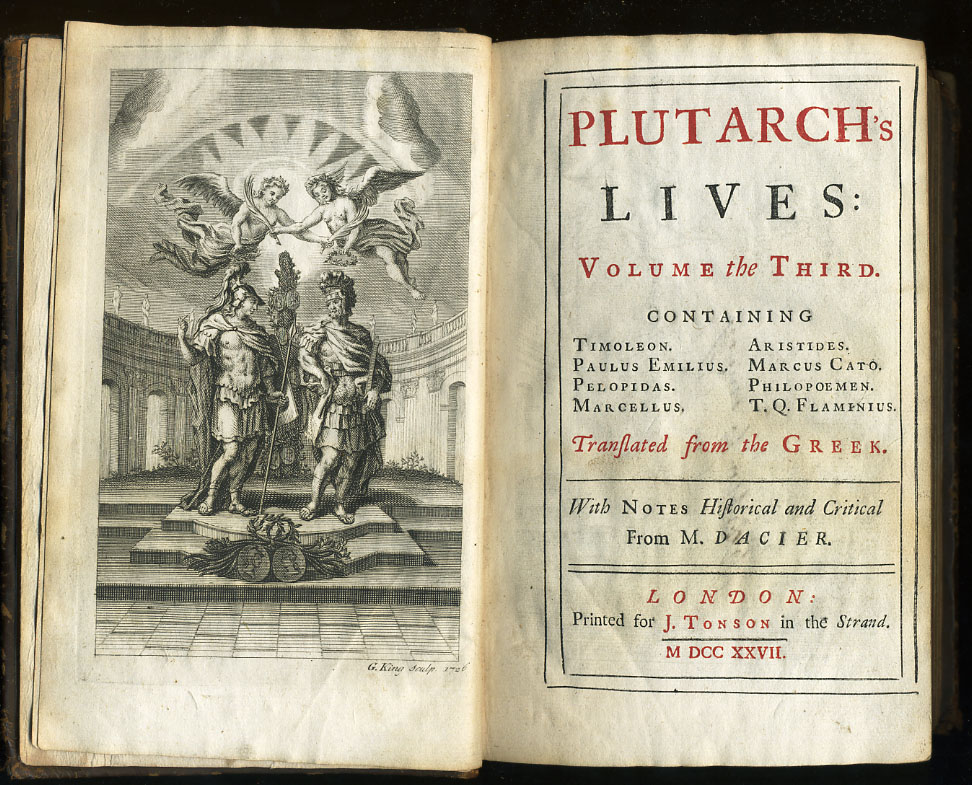
Plutarchs Bíoi parállēloi (englische Ausgabe von 1727)